# Isopora palifera
Isopora palifera is een rifkoralensoort uit de familie van de Acroporidae. De wetenschappelijke naam van de soort werd voor het eerst geldig gepubliceerd in 1816 door Lamarck als Astrea palifera.